# اغتيال رحبعام زئيفي
اغتيال رحبعام زئيفي هي عملية قام بها أفراد من الجبهة الشعبية لتحرير فلسطين باغتيال وزير السياحة الإسرائيلي رحبعام زئيفي في يوم الأربعاء الموافق17 أكتوبر 2001 في فندق حياة ريجنسي في القدس، كرد على اغتيال القوات الأسرائيلية أبو علي مصطفى أمين عام الجبهة الشعبية يوم الاثنين الموافق 27 أغسطس 2001.

## خلفية
اغتالت القوات الأسرائيلية أبو علي مصطفى أمين عام الجبهة الشعبية يوم الاثنين الموافق 27 أغسطس 2001 بقصف مكتبه في مدينة رام الله بمروحيات الأباتشي، فقررت الجبهة الشعبية الانتقام لمقتل أبوعلي مصطفى باغتيال زئيفي، وكان زئيفي قد وصف الفلسطينيين قبل مقتله بـ7 أيام بالـ«الحشرات والأفاعي».

## الأحداث
دخل «مجدي الريماوي وحمدي قرعان وباسل الاسمر» منفذو العملية فندق ريجنسي الذي كان يقيم فيه زئيفي بتاريخ 16\10\2001 بجوازات مزورة وحجزوا غرفة في الفندق نفسه وبدأو بتجهيز نفسهم للعملية. كان مع المنفذين (مسدسات كاتمة للصوت). وفي صباح اليوم التالي 17\10\2001 وبعد أن جهزوا أنفسهم، خرج الثلاثة من غرفتهم ثم انتشروا واحد أمام مداخل الفندق والثاني على مدخل الطابق الثامن واتجه الثالث حمدي القرعان إلى درج الطوارئ وصعد إلى الطابق الثامن الذي توجد فيه الغرفة رقم 816 التي يقيم بها زئيفي. وكان زئيفي قد خرج لتناول طعام الفطور في قاعة الطعام فانتظر حمدي القرعان، وبعد ربع ساعة عاد زئيفي متجهاً إلى غرفته، فقام حمدي القرعان بمناداة زئيفي بـ«هيه»، فالتفت زئيفي، فقام حمدي القرعان بإطلاق النار عليه فاستقرت 3 رصاصات في رأسه مما أدى إلى إصابته إصابة بالغة الخطورة، وانسحب المنفذون من الفندق. تم نقل زئيفي إلى مستشفى هداسا وحاولت الطواقم الطبية الإسرائيلية معالجته إلا أنه كان قد مات.

## الرد العسكري الإسرائيلي
قامت الجيش الإسرائيلي وأجهزة الأمن الإسرائيلية بعملية واسعة في الضفة الغربية للقبض على منفذي عملية الاغتيال ولكنهم فشلوا.وفي يناير 2002 اعتقلت أجهزة السلطة منفذي عملية الاغتيال (مجدي الريماوي وحمدي القرعان وباسل الاسمر) وأمين عام الجبهة الشعبية (أحمد سعدات) والقائد العام لكتائب أبو علي مصطفى (عاهد أبو غلمة)، وحاكمتهم السلطة وقررت سجنهم في المقر الرئاسي في رام الله.
حاصر الجيش الإسرائيلي في مارس 2002 مقر عرفات الذي تواجد به قتلة زئيفي، ووقع اتفاق بين السلطة الفلسطينية وإسرائيل تم بموجبه نقلهم إلى سجن أريحا. وفعلا نقل قتلة زئيفي وأحمد سعدات وعاهد أبو غلمة إلى سجن أريحا في مايو 2002 بحراسة من قبل قوات خاصة أمريكية-بريطانية. أطلقت إسرائيل في 14 مارس 2006 عملية ضد سجن أريحا (عملية جلب البضائع) وحكم القضاء الإسرائيلي على كل من :مجدي الريماوي 106 سنوات، وحمدي القرعان 125 سنة، وباسل الاسمر 60 سنة، وأحمد سعدات بالسجن لمدة 30 سنة، بتهمة رئاسة تنظيم سياسي محظور وعاهد أبو غلمة بالسجن 31 سنة بتهمة قيادة منظمة عسكرية.

## ردود الفعل
- إسرائيل : كان مقتل زئيفي صدمة للجمهور الإسرائيلي وقال رئيس الوزراء الإسرائيلي أرئيل شارون «إن بعد مقتل زئيفي كل شيء قد تغير» وحمل عرفات والسلطة مسؤولية الاغتيال ووقف أعضاء الكنيست الإسرائيلي لحظة حداد على زئيفي وتم دفنه في جبل هرتزل في القدس.
- السلطة الفلسطينية: استنكر رئيس السلطة ياسر عرفات هاذا العمل وتوعد أن يعتقل المسؤوليين عن الاغتيال ودعى إسرائيل للكف عن سياسة الاغتيالات التي تطال النشطاء السياسيين الفلسطينيين.

ردود دولية
- الولايات المتحدة الأمريكية: قال رئيس الولايات المتحدة جورج بوش«نحن ندين بشدة هاذا العمل الغير أخلاقي من العنف».
- المملكة المتحدة: قال رئيس الوزراء البريطاني توني بلير«ندين بأشد العبارات هاذا العمل الدنيء من العنف».